# Centre de recherche en économie et statistique
Pour les articles homonymes, voir Crest.
Le Centre de recherche en économie et statistique (CREST) est une unité mixte de recherche CNRS à laquelle participent des chercheurs de l’ENSAE Paris, de l’ENSAI, et de l’École polytechnique. Le CREST se focalise sur les quatre domaines de recherche suivants : l’économie, la finance-assurance, la sociologie et la statistique. 
Le CREST est dirigé par Arnak Dalalyan, lequel a succédé à l'économiste Francis Kramarz en 2020. Depuis juin 2017, le centre est principalement localisé dans le bâtiment de l'ENSAE à Palaiseau, sur le campus de l'Institut polytechnique de Paris. Les chercheurs du CREST à l’ENSAI sont à Bruz, à proximité de Rennes.